# Karl Gehlen
Karl Gehlen (Düsseldorf, 9 de março de 1883 – Berlim, 22 de abril de 1933) foi um engenheiro alemão.
Foi o projetista chefe da companhia Flugzeugbau Friedrichshafen GmbH, formada em 17 de junho de 1912 pelo engenheiro Theodor Kober, um dos trabalhadores associados a Ferdinand von Zeppelin.